# Xournal++
 (octobre 2023).
Xournal++ (également Xournalpp) est un programme libre et open source pour la création de notes manuscrites avec support pour les fichiers PDF. Il est disponible pour Linux, Windows et macOS. Xournal++ est écrit en C++ et se base sur les bibliothèques GTK, Cairo et Poppler. C'est un fork de Xournal, un logiciel libre conçu par Denis Auroux, écrit en C.
Le magazine allemand heise online écrit : « L'outil jouit d'une grande popularité, en particulier dans les cercles d'ingénieurs. »
Dans la critique du magazine LinuxUser en langue allemande, il est mentionné que Xournal++ est particulièrement adapté à la prise de notes de cours et de discours.